# Antonio Povedano
Antonio Povedano Bermúdez ( Alcaudete, Jaén, 26 de octubre de 1918 – Córdoba, 7 de septiembre de 2008)  fue un pintor y muralista español cotemporáneo,    reconocido especialmente por su reinterpretación actualizada del paisaje andaluz, vinculada a una visión antropológica del mundo rural y al estudio de las formas rituales y esenciales.  A lo largo de su trayectoria, destacó como innovador en el vitralismo,  alcanzando gran prestigio con obras como la Letanía Lauretana, una de las mayores vidrieras emplomadas de Europa.

## Biografía
Nacido en 1918 en Alcaudete (Jaén), creció en la aldea de El Cañuelo, una aldea cercana a Priego de Córdoba. Su formación se desarrolló entre Córdoba (1940), Sevilla (1944) y en la Real Academia de Bellas Artes de San Fernando de Madrid, completando sus estudios en El Paular en 1947, donde se especializó en paisaje.  Inició su trayectoria artística dentro del abstraccionismo geométrico y, hacia los años mil novecientos cincuenta, evolucionó hacia una figuración esencializada inspirada en el entorno andaluz.  De manera breve, también formó parte del colectivo vanguardista Equipo 57, lo que refleja su interés por las corrientes artísticas renovadoras de la época.
A comienzos de los años cincuenta, experimentó un viraje hacia la figuración.  En 1963 obtuvo la plaza de profesor de Dibujo en la Escuela de Artes Aplicadas y Oficios Artísticos Mateo Inurria de Córdoba, donde ejerció como catedrático hasta su jubilación en 1986. Ese mismo año fue nombrado Académico correspondiente de la Academia de Ciencias, Bellas Letras y Nobles Artes de Córdoba. Posteriormente, en 1989, recibió el nombramiento de Académico correspondiente por Córdoba de la Real Academia de San Fernando, y en 1995 de la Real Academia Catalana de Belles Arts de Sant Jordi de Barcelona. Su labor formativa consolidó su influencia en generaciones de artistas andaluces.

## Obra y técnica
Povedano destacó inicialmente por su uso expresivo del color dentro del abstraccionismo geométrico,  una tendencia que compartía con otros jóvenes artistas que buscaban superar el aislamiento estético de la posguerra.  Su evolución hacia una nueva figuración se centró en la representación de una Andalucía campesina y taurina, austera y dramática, en la que lo simbólico y lo esencial adquirían un lugar predominante. Entre sus motivos más frecuentes se encuentran los picadores y otras figuras humildes del mundo rural.
Su obra se desarrolla dentro de una línea clara de búsqueda de lo real, no tanto en su dimensión literal como en su sentido profundo y arquetípico. El uso del dibujo, la sobriedad cromática en etapas determinadas y la composición estructurada son características constantes de su producción.
Más allá de la pintura, exploró la cerámica, el mosaico y especialmente el arte del vitral, campo en el que realizó más de 180 obras documentadas entre finales de los años cincuenta y 1999. Estas piezas, destinadas en su mayoría a edificios religiosos y espacios públicos, reflejan la misma sensibilidad estética que caracterizó su producción pictórica.  Su lenguaje visual integró elementos de la cultura andaluza y tradiciones populares, fusionados con conceptos de la vanguardia artística, lo que otorgó a su obra un equilibrio entre lo contemporáneo y lo ancestral.

## Recepción y crítica
La crítica destacó de Antonio Povedano su rigor compositivo y la expresividad de su obra. José Camón Aznar subrayó la "estructura de líneas y planos de bien armada ordenación", mientras que Juan Antonio Gaya Nuño resaltó su "claro sentido del color" y la profundidad expresiva de sus figuras, describiendo una de ellas como "un hombre con tremenda dosis de misterio".
José Hierro señaló que su pintura no buscaba una representación fotográfica de la realidad, sino que proponía "una realidad despiezada y vuelta a montar según su capricho", integrando elementos del impresionismo, futurismo y abstraccionismo. Por su parte, Vicente Aguilera Cerni lo situó entre "los transfiguradores de la realidad", destacando cómo su obra se caracteriza por un fondo "irremediablemente dramático". A lo largo de su vida mantuvo una actitud inquieta y de constante exploración artística, que se prolongó incluso en su madurez, según destacó la crítica.  Diversos estudios críticos han señalado la carga simbólica de su producción, donde las composiciones no solo presentan figuras reconocibles sino también una profunda reinterpretación de la iconografía andaluza.

## Exposiciones y premios
Participó en numerosas exposiciones nacionales e internacionales, entre ellas la XXIX Bienal de Venecia en 1958, donde expuso obras que hoy forman parte de la colección del Museo Nacional Centro de Arte Reina Sofía de Madrid. En Córdoba y otras ciudades, sus murales cerámicos y vitrales han dejado una huella perdurable, como el Apostolario de 1968 o los mosaicos del Conservatorio Superior de Música y Declamación, realizados en colaboración con Rufino Martos. En 2018, con motivo del décimo aniversario de su fallecimiento, la Diputación de Córdoba le dedicó una exposición homenaje que reunió más de ochenta obras, evidenciando la vigencia de su legado.